# Hans-Heinrich Hillegeist
Hans-Heinrich Hillegeist (* 30. August 1935 in Bad Lauterberg) ist ein deutscher Heimatforscher, Autor und Berufsschullehrer i. R.
Hillegeist ist Vorsitzender des Förderkreises Königshütte Bad Lauterberg e.V. und stellvertretender Vorsitzender der Genealogisch-Heraldischen Gesellschaft Göttingen e.V., Verein für Familienforschung und Wappenkunde (GHGG). Daneben wirkt er als Arbeitsgruppenleiter Montangeschichte im Harz-Verein für Geschichte und Altertumskunde, schreibt für die Harz-Zeitschrift und ist Mitglied der Arbeitsgruppe Montanregion Harz.
Im Jahr 2007 wurde er mit dem Verdienstkreuz am Bande des Niedersächsischen Verdienstordens ausgezeichnet.

## Schriften (Auswahl)
- Das historische Eisenhüttenwesen im Westharz und Solling. Ein Beitrag zur Wirtschaftsgeschichte dieses Raumes. Pieper, Clausthal-Zellerfeld 1974.
- Die Geschichte der Lonauerhammerhütte bei Herzberg/Harz. Vandenhoeck&Ruprecht, Göttingen 1977, ISBN 3-525-36165-3.
- 250 Jahre Königshütte in Lauterberg, Harz. Dokumentation eines Industriedenkmals. Kohlmann, Bad Lauterberg im Harz 1983, ISBN 3-922141-03-X.
- Karl Peix (1899–1941). Der bekannteste Kommunist im Kreis Osterode. In: Heimatblätter für den süd-westlichen Harzrand 56, 2000, S. 68–84.
- Auswanderungen Oberharzer Bergleute nach Kongsberg/Norwegen im 17. und 18. Jahrhundert. In: Hans-Heinrich Hillegeist und Wilfried Ließmann (Hrsg.): Technologietransfer und Auswanderungen im Umfeld des Harzer Montanwesens. (= Harz-Forschungen, Band 13), S. 9–48. Verlag Lukas, Berlin 2001, ISBN 3-931836-56-8.
- (als Hrsg.): Heimat- und Regionalforschung in Südniedersachsen. Aufgaben – Ergebnisse – Perspektiven. (= Schriftenreihe der AG für Südniedersächsische Heimatforschung e.V. Bd. 18). Mecke, Duderstadt 2006, ISBN 3-936617-63-5.
- Die Königshütte in Bad Lauterberg/Harz und das Südharzer Eisenhüttenmuseum. Ein wirtschaftshistorischer Rundgang durch das technische Denkmal. Hrsg.: Förderkreis Königshütte Bad Lauterberg e.V., Kohlmann, Bad Lauterberg 2006, ISBN 3-922141-28-5.
- Die Rothehütte und die Königshütte, ehemalige Stätten des Eisenkunstgusses – zwei bedeutende Harzer Eisenhütten im historischen Vergleich, in: Der eiserne Harz. Harzer Eisenkunstguss des 19. Jahrhunderts (= Edition Schloß Wernigerode), illustrierter Begleitband anlässlich der gleichnamigen Sonderausstellung der Schloß Wernigerode GmbH, des Oberharzer Bergwerksmuseums Clausthal-Zellerfeld, des Südharzer Eisenhüttenmuseums auf der Königshütte Bad Lauterberg und des Hütten- und Technikmuseums Ilsenburg vom 18. August – 21. November 2010, Dößel (Saalekreis): Stekovics, 2010, ISBN 978-3-89923-250-9, S. 131–176